# Juan Antonio Guirado
Juan Antonio Guirado Espinosa (Jaén, 22 de agosto de 1932-Huércal-Overa, 15 de julio de 2010) fue un pintor contemporáneo español.

## Biografía
Con 10 años comienza sus estudios en la Escuela de Artes y Oficios José Nogué de Jaén.
En 1946, después de un breve período como torero, Guirado comenzó a trabajar como aprendiz de pintor mural Joaquín Segarra en Madrid, y estuvo en la Real Academia de Bellas Artes de San Fernando —donde estudió retrato con el maestro sevillano, Baldomero Romero Ressendi— antes de viajar primero a Roma para estudiar los artistas renacentistas, y luego a París, donde estudió la Escuela Impresionista.

### Carrera
En 1955 viajó a Nueva York, donde se le encargó pintar una serie de importantes murales. 
Su gran oportunidad ocurrió en 1956 cuando una pareja estadounidense se le acercó mientras el dibujaba el Arco de Cuchilleros de Madrid para que le indicara cómo llegar a un buen restaurante. En lugar de solo dar instrucciones, Juan los condujo al restaurante principal de la ciudad y fue invitado a unirse a ellos, siendo contratado como conductor para un viaje de negocios. Durante el viaje floreció una amistad, y al regresar a Madrid, la pareja, después de ver el trabajo de Guirado en su estudio, compró varias de sus pinturas a 80 veces el valor de lo que el pintor había estado recibiendo por su trabajo hasta ese momento. Debido a esta relación, en 1956 Guirado fue invitado a exponer en la prestigiosa Galería Soler en el Hotel Fontainbleau en Miami.

### En Australia
En 1959 se mudó a Australia para «encontrarse como pintor», primero viviendo en Boneigilla antes de trabajar en la acería de Port Kembla, y luego cortando caña en Queensland. Finalmente se instaló en Sídney, alquiló un estudio en Paddington, pintó todo el día y luego trabajó de noche en fábricas y oficinas de limpieza, con el fin de ganar dinero para comprar materiales destinados a su arte. 
Sintió una fuerte conexión espiritual con el país que lo llevó a descubrir el misticismo oriental, diciendo en una entrevista que sentía más alma y espiritualidad allí que en su tierra natal de España. Su trabajo en España había sido tradicional en forma de retratos y paisajes, pero fue en Australia donde desarrolló su estilo distintivo y personal, llegando a profundizar en el vedānta, uno de los seis sistemas ortodoxos de la filosofía hindú.
En 1967-1969 realizó exposiciones individuales en prestigiosas galerías de Australia, incluidas la Galería El Dorado, la Galería Red Rose, la Galería St. Ives y el Roundhouse de la Universidad de Nueva Gales del Sur. También se le encargó pintar reproducciones de los maestros españoles, así como su propio trabajo para The Spanish Club en Liverpool Street, Sídney, donde todavía permanecen hasta el día de hoy. Durante un viaje a Londres en 1969, vendió una pintura al director de cine británico John Schlesinger, quien acababa de ganar un Oscar ese año por su película Midnight cowboy . 

### Exposiciones
En 1970, la exposición de Guirado en Madrid, originalmente programada para tres semanas en las Galerías Cultart, se extendió a seis semanas por demanda pública. La exposición fue el escaparate de Guirado a España, revelando su nuevo estilo inspirado de vivir en Australia. Recibió una amplia cobertura en las revistas y en la televisión, con un documental sobre Guirado y su trabajo realizado para su estreno en el cine. Varias de sus piezas se han vendido por 20 000 dólares y más. 
Fue durante su tiempo en Australia cuando conoció a su musa y amor de su vida, Audrey Ballard. Ella comenzó a modelar para que él ganara dinero extra, y terminó viviendo con él y teniendo a su hija, Catalina Guirado.

### Regreso a España
La familia regresó a España por separado, Guirado regresó primero, seguido uno o dos años después por Audrey y Catalina. Después de un breve período en Madrid, se establecieron en Los Villares, un pequeño pueblo a las afueras del lugar de nacimiento de Guirado, Jaén en Andalucía.
En 1976, la agente de arte Dame Françoise Tempra organizó diez exposiciones importantes para él, además de que su obra fuera comisariada en colecciones permanentes en el Kemptovic en Le Touquet-Paris-Plage, Francia; Universidad de Búfalo, Nueva York; Museo de Arte e Historia de Ginebra; Via Condomer, Venecia; Museo Británico de Londres; el Roundhouse de la Universidad de Nueva Gales del Sur, Australia; El Centro Español, Australia; Musée d'art et d'histoire, Ginebra; el Museo de Angers, Francia; Museo cívico de Trevizo, y la colección privada del difunto rey de Jordon. Ganó el primer premio en la prestigiosa exposición internacional de Venecia, Italia en el mismo año. 
Durante los años 1980, Guirado regresó a España permanentemente y continuó pintando y exhibiendo en todo el mundo antes de establecerse en Mojácar, Almería, en 1995, donde fue considerado un artista venerado y miembro de la comunidad con una galería construida en su honor. 
En 1995, el artista y aclamado crítico e historiador del arte español, Manuel Quintanilla, escribió un libro sobre la vida, filosofía y obra de Guirado, El pintor contemporáneo andaluz, acompañado de una exposición de arte de su obra. En su libro decía «muchas pinturas de nuestro tiempo necesitan ser explicadas; la pintura de Guirado lo único que necesita es ser contemplada con la meticulosidad propia de la mente paciente y libre de los condicionamientos materialistas de nuestra realidad».
Durante los años 1990 y 2000, Guirado le dio la espalda a la escena artística internacional eligiendo pintar para sí mismo y vender pinturas a la gente local y a los turistas. También actuó como curador de una galería construida para su uso exclusivo en la pequeña ciudad de Garrucha, cerca de Mojácar. Se involucró en el partido político local, Mojácar 2000, colaboró como crítico de arte y dibujante satírico en la prensa regional El Indálico y Noticias del Levante, dibujos enfocados a los fracasos de la política española, representando a figuras políticas como buitres y cuervos hablando entre sí, siendo especialmente crítico con el Partido Socialista, Unión de Centro Democrático, Centro Democrático y Social y el Partido Popular. También se le pudo encontrar tocando la guitarra flamenca y cantando con la comunidad gitana local.
Juan Antonio Guirado murió de cáncer de pulmón el 15 de julio de 2010, un mes antes de cumplir 78 años. Catalina Guirado-Cheadle es su único heredera, la cual fundó Guirado Estate, fundación que preservar el legado del artista. El Ayuntamiento de Mojácar le está creando un homenaje con un museo en honor al hombre y su trabajo.

## Temas
El trabajo de Guirado incluye una diversidad de temas que son evocadores. Algunos críticos se han referido a su trabajo como «esencialista» y todos han acordado que es un estilo muy distinguible y único que no se confundirá con nadie más. Su educación católica tradicional ha tenido poca participación en los temas de sus pinturas con Guirado en lugar de inspirarse en la filosofía oriental. 
Carlos Arean, director del Museo de Arte Contemporáneo de Madrid, describió a Juan como su ojo en el futuro, con piezas aclamadas, Apocolypse y, Working Man's Christ, entre sus favoritas.

## Exposiciones
Lugares donde ha sido expuesta la obra de Juan Antonio Guirado.
- 1956: Soler Gallery, Hotel Fontainbleau, de Miami, Florida.
- 1961: St. Ives Gallery, Sídney, Australia.
- 1962: Red Rose Gallery, Sídney, Australia.
- 1963: Studio 4 Gallery, Sídney, Australia.
- 1965: Campbell Gallery, Sídney, Australia.
- 1966: El Dorado Gallery, Sídney, Australia.
- 1967: El Dorado Gallery, Sídney, Australia.
- 1968: Douglas Gallery, Auckland, Nueva Zelanda.
- 1969: Roundhouse de la Universidad de Nueva Gales del Sur, Sídney, Australia.
- 1969: Danny Gallery, Londres, Reino Unido.
- 1970: Galleria Fedelta, Roma, Italia.
- 1970: Sala Cultart, Madrid, España
- 1970: The Craftasman's Gallery, Sídney, Australia.
- 1971: The Craftasman's Gallery, Sídney, Australia.
- 1972: Sebert Art Galleries at the Argyle Centre, Sídney, Australia.
- 1973: Clarissa Richards Gallery, Sídney, Australia.
- 1974: Woollahra Gallery, Sídney, Australia.
- 1975: Sixty One Gallery, Londres, Reino Unido.
- 1976: The Spanish Club, Londres, Reino Unido.
- 1976: Hotel Lancreau de Bellefonds, Angers, Francia.
- 1976: Sixty One Gallery, Londres, Reino Unido.
- 1976: Galería Aljaba, Jaén, España.
- 1976: Universidad de Búfalo, Nueva York, Estados Unidos.
- 1976: Semana de Arte Contemporánea, National Museum of Fine Arts, La Valeta, Malta.
- 1976: Centre Français d’Art, Paris, Francia.
- 1976: Palais de L´europe, Le touquet, Francia
- 1976: Exposición Internacional Grolla D´oro, Venecia (Primer Premio: Medalla de Oro)
- 1976: Chicago International TradeExposition. En Celebration of America Bicentennial; Nueva York
- 1976: Calais Museo, Francia
- 1976: Sixty One Gallery, Londres
- 1977: Canning House, Londres, Reino Unido.
- 1978: Canning House, Londres, Reino Unido.
- 1979: Sloane Street Gallery, Londres, Reino Unido.
- 1979: Spanish House, Londres, Reino Unido.
- 1979: Canning House, Londres, Reino Unido.
- 1981: Canning House, Londres, Reino Unido.
- 1986: Hans Agolani, Oasis de Nazaret, Lanzarote, España.
- 1988: La Galería, Teguise, Lanzarote, España.
- 1989: CajaSur, 125 Aniversario, Jaén España.
- 1990: 'Venice: Enchantment and Inspiration', The Cathedral Museum Committee, Londres, Reino Unido.
- 1996: Galería Vera-estilo, Feria Internacional de Arte y Artesanía, Vera, España.
- 2000: New Delfos Gallery, Mojácar, España.
- 2001: Centro Cultural Miguel Castillejo, Jaén, España.
- 2003: 'Juan Antonio Guirado; Pintura Intrarrealista', Galería Manolo Rojas, Madrid, España.
- 2011: 'Out of Darkness Comes Light', Gallery 825, Los Angeles Art Association, Los Ángeles, Estados Unidos.
- 2011: 'Out of Darkness Comes Light', Sanctum Soho Hotel, Londres, Reino Unido.
- 2013: 'Despertares Infinitos', Centro de Arte La Fuente, Mojácar, España.
- 2015: 'Rebirth-The Third Eye', Fundación Pons, Madrid, España.
- 2017: 'Enviromentalism', Hotel Óscar Room Mate, Madrid, España.
- 2018: 'Beyond the Landscape', Coral Gables Museum, Miami, Estados Unidos.
- 2018: 'Visionarios en paralelo', Sala de Exposiciones de la Antigua Escuela de Magisterio de la Universidad de Jaén, Jaén.[5]

## Museos e instituciones
- Museo Nacional Centro de Arte Reina Sofía, Madrid, España (desde 1988).
- Museo Nacional de Bellas Artes de Malta, La Valeta, Malta (desde 1970).
- Casa Museo Gilabert, Arboleas, España (desde 2000).